# 中野ロープウェイ

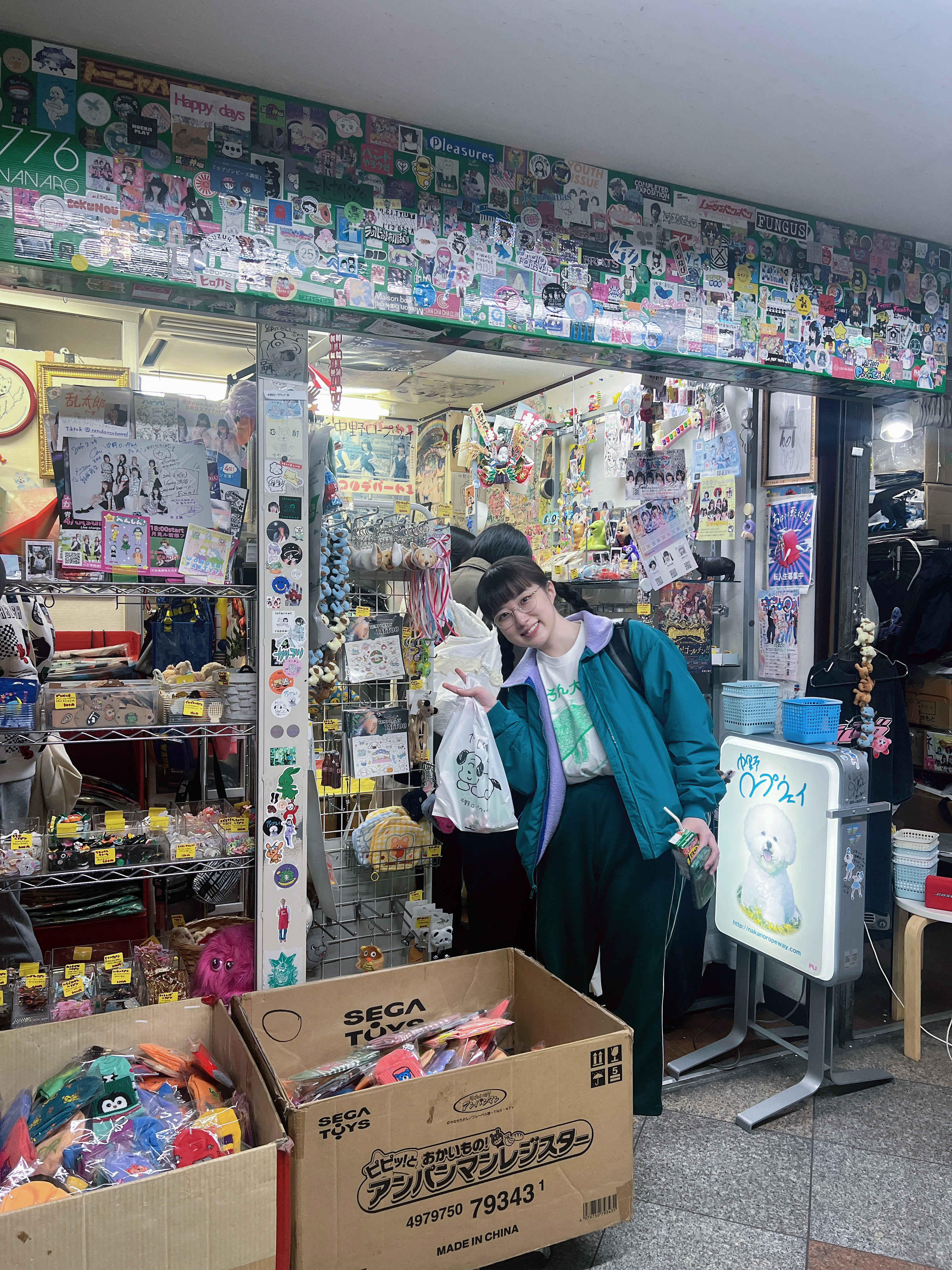
中野ロープウェイに訪れるライブアイドル

中野ロープウェイ（なかのロープウェイ）は、中野ブロードウェイ地下1階にある雑貨店。
女性アイドル（特にライブアイドル）がよく訪れる店として知られる。

## 概要
店主のイトウにより2010年に開店。店名は「中野ブロードウェイ」のパロディであるが、開店前は「ヴァレッジヴィンガード」（「ヴィレッジヴァンガード」のパロディ）とどちらにするか迷っていて、友人たちの意見はヴァレッジヴィンガード優勢であったが、直感で「中野ロープウェイ」に決めた。
開店当初の店舗は現在倉庫として使っているスペースで、当初販売していたアイテムは、前年タイを旅行した際に購入した犬のキーホルダー30個とTシャツであった。今も販売する雑貨は自ら東南アジアで仕入れており、その際は店舗は休業となる。

## エピソード
「中野ロープウェイ」の名を広めたのは、でんぱ組.inc加入前からの知人であった夢眠ねむがたびたび店に遊びに来てTwitterで宣伝してくれたことが大きかったとイトウは語っている。ちなみに、夢眠は芸名の名前「ねむ」を決めるときにイトウに相談したという。
また、イトウは廣田あいか（元私立恵比寿中学）のニックネーム「ぁぃぁぃ」や和田輪（元Maison book girl）の芸名の名付け親でもある。
「なぜアイドルがよく来店するのか？」という問いに、イトウは「僕がアイドルを好きなので目ざとく気づくから」と答えている。アイドルがまだ有名でない頃から来店（それに気づいたイトウやアイドル本人が訪れたことをSNSで報告）していて、彼女たちががんばってくれた（有名になった）おかげで、結果的に「アイドルが訪れる店」としての知名度が上がったと分析している。なお、イトウのアイドルファン時代についてはタワーレコードオンラインで連載されていた『アイドルのいる暮らし』（岡田康宏著、2013年ポット出版より書籍化）に詳しい。
イトウの紹介でのちにアイドルとなった来店客もおり、福円もち（元少女閣下のインターナショナル）、早桜ニコ（クマリデパート）、Dr.まひるん（元SAKA-SAMA）などがいる。

## イベント
毎年6月に新宿ロフトで周年ライブが開催されている。
- 中野ロープウェイ開店5周年記念ライブ！（2014年6月20日）
  - 出演者：いずこねこ、BELLRING少女ハート、ナト☆カン、みきちゅ、3776、涼川菜月、ゆるめるモ!
- 中野ロープウェイ開店6周年記念ライブ！（2015年6月12日）
  - 出演者：Maison book girl、みきちゅ、じゅじゅ、ステーション♪、3776、キャンディzoo、あヴぁんだんど、校庭カメラガール、少女閣下のインターナショナル、おやすみホログラム、絵恋ちゃん、BELLRING少女ハート、テンテンコ、ナト☆カン、今川宇宙
- 中野ロープウェイ開店7周年記念ライブ！ 初日（2016年6月13日）
  - 出演者：虹のコンキスタドール、ハコイリ♡ムスメ、キャンディzoo、レッツポコポコ、クマリデパート、みんなのこどもちゃん、ノンシュガー、姫川風子、はるちろ、ふれふれチャイムFes.、ようなぴ、今川宇宙（ワンコインお絵かき）
- 中野ロープウェイ開店7周年記念ライブ！ 千秋楽（2016年6月14日）
  - 出演者：Maison book girl、あヴぁんだんど、mikichu*、3776、KOTO、Stereo Tokyo、NECRONOMIDOL、Hauptharmonie、絵恋ちゃん、amiinA、少女閣下のインターナショナル、borutanext5（ワンコインお絵かき）
- 中野ロープウェイ開店8周年記念ライブ！ 初日（2017年6月21日）
  - 出演者：レッツポコポコ、絵恋ちゃん、はるちろ、クマリデパート、ハコイリ♡ムスメ、ノンシュガー、あヴぁんだんど、SUMMER ROCKET、SAKA-SAMA、3776（山梨版MONOモード）、里咲りさ、今川宇宙（ワンコインお絵かき）
- 中野ロープウェイ開店8周年記念ライブ！ 千秋楽（2017年6月22日）
  - 出演者：Maison book girl、NECRONOMIDOL、ようなぴ、みきちゅ、MIGMA SHELTER、電影と少年CQ、O'CHAWANZ、バーバ⁂ヤーガ、スーパー転校生X、HAMIDASYSTEM、みんなのこどもちゃん、3776（静岡版MONOモード）、borutanext5（ワンコインお絵かき）
- 中野ロープウェイ開店9周年記念ライブ！ 初日（2018年6月19日）
  - 出演者：絵恋ちゃん、彼女のサーブ&彼女のレシーブ、グーグールル、SAKA-SAMA、THERE THERE THERES、NaNoMoRaL、nuance、ハコイリ♡ムスメ、3776、みんなのこどもちゃん、ヨネコ、るなっち☆ほし、xoxo(Kiss&Hug) EXTREME
- 中野ロープウェイ開店9周年記念ライブ！ 千秋楽（2018年6月20日）
  - 出演者：81moment、会心ノ一撃、クマリデパート、963、KOTO、SUMMER ROCKET、TAKENOKO▲、ノンスウィート、HAMIDASYSTEM、MIGMA SHELTER、めろん畑a go go、ようなぴ、RHYMEBERRY
- 中野ロープウェイ開店10周年記念ライブ！ 初日（2019年6月18日）
  - 出演者：さっきの女の子、963、NaNoMoRaL、xoxo(Kiss&Hug) EXTREME、染脳ミーム、cana÷biss、ハコイリ♡ムスメ、Peach sugar story、彼女のサーブ&レシーブ、クロスノエシス、NECRONOMIDOL、ENGAG.ING、ようなぴ、平成墓嵐（OA）
- 中野ロープウェイ開店10周年記念ライブ！ 千秋楽（2019年6月19日）
  - 出演者：SOZELICA、ゆいざらす、ヨネコ、SUMMER ROCKET、電影と少年CQ、HAMIDASYSTEM、RAY、会心ノ一撃、KOTO、3776、めろん畑a go go、スーパー転校生X、SAKA-SAMA、白羽、nuance、みんなのこどもちゃん、平成墓嵐（終演後）